# Marmaris (district)
Marmaris is een Turks district in de provincie Muğla en telt 73.461 inwoners (2007). Het district heeft een oppervlakte van 878,09 km². Hoofdplaats is Marmaris.
De bevolkingsontwikkeling van het district is weergegeven in onderstaande tabel.
| 1997   | 2000   | 2007   |
| ------ | ------ | ------ |
| 53.864 | 79.302 | 73.461 |

## Gemeenten in het district
Armutalan • Bozburun • İçmeler • Turunç

## Plaatsen in het district
Adaköy • Bayırköy • Çamlı • Çetibeli • Hisarönü • Karaca • Orhaniye • Selimiye • Söğütköy • Taşlıca • Turgutköy • Yeşilbelde
Bodrum · Dalaman · Datça · Fethiye · Kavaklıdere · Köyceğiz · Marmaris · Milas · Muğla · Ortaca · Ula · Yatağan